# René Lenormand
Pour les personnes ayant le même patronyme, voir Lenormand.
René Lenormand, né le 5 août 1846 à Elbeuf (Seine-Maritime) et mort le 3 décembre 1932 à Paris, est un compositeur français.

## Biographie
René Lenormand, ami de Gabriel Fauré, est surtout connu comme compositeur de mélodies, mais le catalogue de ses œuvres ne s'arrête pas là et offre une grande variété. Il fut pédagogue, et il semble que cette activité ait quelque peu gêné sa carrière de compositeur : « Le cas de René Lenormand (1846-1932), auteur de belles mélodies telles Les Fleurs du mal est exemplaire de ce point de vue : ces œuvres ne parvenaient à lui rapporter que quelques centaines de francs par an et il vivait mal de leçons payées trois à cinq francs de l'heure ».
Il a dirigé deux sociétés de musique de chambre actives jusqu'à la Première Guerre mondiale : d'une part, la Société de Musique d’Ensemble fondée en 1885, d'autre part la Société du Lied en tous pays (1907-1914). Cette société musicale, qui avait pour objectif de « répandre les mélodies françaises à l’étranger et faire connaître en France les lieder étrangers », avait pour président d'honneur Gabriel Fauré. Parmi les membres de son comité de patronage, on relève les noms du compositeur Charles Koechlin, du chanteur Lucien Berton, de la cantatrice Suzanne Cesbron, de l’éditeur de musique Alphonse Émile Leduc, des critiques musicaux Mathilde Daubresse et M. P.-H. Raymond-Duval ou du prince Edmond de Polignac.
En 1912, il publia sous forme de feuilleton dans Le Monde musical un traité important, Étude sur l'harmonie moderne, qu'il publia l'année suivante sous forme de monographie. Cette étude musicologique était très originale puisque l'auteur avait pris la peine d'écrire aux compositeurs contemporains vivants pour leur soumettre son analyse de leur œuvre et recueillir leurs avis éventuels. L'intérêt du livre est d'avoir incorporé, dans la mesure du possible, les commentaires des compositeurs contemporains, dont Claude Debussy et Maurice Ravel. Lenormand déclare en préambule de son ouvrage : « Quelques-uns des auteurs cités ont bien voulu nous aider à préciser leurs intentions, et nous leur adressons nos sincères remerciements. Si l'on ne rencontre pas dans ces notes les noms célèbres de MM. Massenet, Dubois, Widor, etc., etc., c'est que ces maîtres, d'un talent incontesté, ont sans doute jugé que les innovations harmoniques dont nous nous occupons, étaient contraires à leurs principes esthétiques, et ne les ont pas employées, sauf de rares exceptions ». Lenormand analyse de nombreux exemples d'harmonies empruntés à vingt-cinq compositeurs français : Louis Aubert, Alfred Bruneau, André Caplet, Emmanuel Chabrier, Ernest Chausson, Claude Debussy, Paul Dukas, Gabriel Dupont, Ernest Fanelli, Gabriel Fauré, Alexandre Georges, Jean Huré, Vincent d'Indy, Charles Koechlin, René Lenormand, Ernest Moret, Léon Moreau, Maurice Ravel, Albert Roussel, Samuel Rousseau, Camille Saint-Saëns, Erik Satie, Florent Schmitt, Déodat de Séverac et Henry Woollett. Dans une conférence du 19 mars 1916, Koechlin rappelait les difficultés de Lenormand pour éditer son livre : « Aucun grand éditeur de musique ne voulait prendre la responsabilité d'un livre aussi subversif, que condamnaient d'avance les traités d'harmonie qu'ils vendaient, ou les vieux maîtres illustres –convaincus mais incompréhensifs- qu'ils fréquentaient. Malgré tout, la brochure de Lenormand finit par voir le jour [...]. Et elle est aujourd'hui entre les mains de la plupart des Jeunes, qui tiennent pour évidentes et définitives les conquêtes de l'harmonie contemporaine, auxquelles d'ailleurs leur oreille est habituée depuis longtemps [...] à part de vénérables membres de l'Institut dont l'âge excuse ou tout au moins explique qu'ils soient réfractaires aux idées nouvelles. À part ceux-ci, aucun bon musicien ne nierait à présent l'évidence des vérités de l'Étude sur l'harmonie moderne, de René Lenormand. Ce qui est assez curieux, c'est que les jeunes et même quelques mûrs, sont allés beaucoup plus loin depuis ces dernières années ».
Parmi ses élèves figure Marcel Labey.
Il est le père du dramaturge Henri-René Lenormand (1882-1951).

## Œuvre

### Musique lyrique
- Le Cachet rouge, op. 53, drame lyrique en 2 actes sur un livret de son fils Henri-René Lenormand d'après Alfred de Vigny, créé au Havre en 1925
- La Nuit de juillet, op. 47, mimodrame sur un livret de Pierre Veber

### Orchestre
- Le Voyage imaginaire, op. 41, tableaux symphoniques d'après Pierre Loti
- Concerto pour piano et orchestre créé aux Concerts Lamoureux en 1903

### Musique de chambre
- Sonate pour piano et violon, op. 4 (1874)
- Sonate pour piano et violoncelle, op. 6
- Trio avec piano en sol mineur, op. 30 (1893) pour piano, violon et violoncelle[5].
- Quintette, op. 112

### Piano
- Divertissement américain, op. 12 pour 2 pianos
- La Nouba Medjenneba. Fantaisie sur des motifs arabes, op. 19 pour 2 pianos
- Valses sérieuses, op. 42 pour piano
- Pièces exotiques, op. 92 pour piano

### Chœurs
- Chansons d'étudiants, op. 80 : 1. Dédicace pour ténor ou baryton avec chœur à 3 parties ; 2. Rêves pour ténor ou baryton avec chœur à l'unisson ; 3. Berceuse amoureuse pour ténor ou baryton avec chœur à 2 parties ; 4. Refrain de printemps pour baryton avec chœur à 4 parties ; 5. La Compagne pour mezzo-soprano avec chœur à 4 parties ; 6. Le Jardin de Luxembourg pour baryton avec chœur à 4 parties ; 7. La Voix de la patrie pour ténor ou soprano avec chœur à 4 parties ; 8. Le Temps des roses pour baryton avec chœur à 4 parties ; 9. Vision pour ténor avec chœur à 4 parties (1910)

### Mélodies
- Nombreuses mélodies pour voix et piano, dont :
  - Six mélodies, op. 1
  - Quinze mélodies, op. 14
  - Les Fleurs du mal, op. 33
  - Quatre mélodies sur des poèmes de Pierre Veber, op. 36
  - Mélodies exotiques, op. 90
  - Deux mélodies, op. 93 : 1. Le Jardin des bambous ; 2. Les Roses (1911)
  - Deux mélodies, op. 94 : 1. Ô ma vie ; 2. Ha! que la chair (1913)
  - Deux mélodies, op. 95 : 1. Léïla ; 2. Lorsque je ne serai plus (1914)
  - Deux mélodies, op. 96 : 1. Ma barque ; 2. Petite Fièvre (1914)
  - Deux mélodies, op. 97 : 1. Avant que tu fusses ; 2. Ton image (1914)
  - Deux mélodies, op. 98 : 1. Mendiant nègre ; 2. Chanson des anciennes Mariannaises (1914)
  - Soleil, op. 101, op. 102, op. 103
  - Huit rubáiyåt, op. 116 (sur des textes d'Omar Khayyam traduit par Frédéric Roger-Cornaz) : 1. Je suis au monde, et sans savoir pourquoi ; 2. Sous la verdure avec un peu de pain ; 3. Il y avait une porte sans clef ; 4. Combien d'humains, les plus beaux, les meilleurs ; 5. Vois, s'entr'ouvrir la rose auprès de nous ; 6. Tout n'est qu'un échiquer de jours, de nuits ; 7. Viens avec moi le long des verts herbages ; 8. Ô toi qui fis l'homme de terre vile (1922)
  - Quinze rubáiyåt, op. 117 (sur des textes d'Omar Khayyam)
  - Couleurs, op. 118, op. 119, op. 121, op. 123

## Publications sur la musique
- Étude sur l'harmonie moderne : 1912, Paris, Max Eschig, 1913, 142 p. (BNF 43109282, lire en ligne) Livre d'abord paru en 1912 sous forme de feuilleton dans Le Monde musical d'Auguste Mangeot
- Étude sur l'harmonie moderne (1912), suivi de Jean-Philippe Navarre, Précis d'analyse harmonique des œuvres de Maurice Ravel, Les Presses du Collège Musical, 2021, 186 p.  (ISBN 9782955807675).